# Hasericher Pflege
Die Hasericher Pflege war ein vom 14. Jahrhundert bis zum Ende des 18. Jahrhunderts bestehender Verwaltungs- und Gerichtsbezirk im Kurfürstentum Trier. Sie war im 18. Jahrhundert dem Oberamt Zell nachgeordnet.
Die Hasericher Pflege war ein buntes Gemisch an Rechten Kurtriers, Beilsteins und Sponheims. Die Grafen von Sponheim besaßen bis zum Jahr 1788 in der „Hasericher Pflege“ die hohe Gerichtshoheit sowohl über die trierische, beilsteinischen und eigenen Untertanen. Die Landeshoheit lag in Bezug auf Tellig bei Kurtrier, in den anderen Beilstein als Clevesches Lehen.
Nach einer Amtsbeschreibung aus dem Jahre 1784 bestand die Pflege aus: 
| Ort                        | Häuser | Trierische Untertanen | Sponheimer Untertanen | Beilsteiner Untertanen |
| -------------------------- | ------ | --------------------- | --------------------- | ---------------------- |
| Haserich                   | 16     | 11                    | 4                     | 85                     |
| Panzweiler                 | 2      | 23                    | ./.                   | 10                     |
| Schauren und Wallhausen    | 17     | 10                    | 12                    | 91                     |
| Tellig                     | 21     | ./.                   | ./.                   | 85                     |
| Blankerad und Reidenhausen | 32     | 35                    | 5                     | 157                    |
| Sosberg                    | 14     | ./.                   | ?                     | 75                     |